# Loma Resbalón
La Loma Resbalón (9°03′N 70°24′O / 9.05, -70.4) es una formación de montaña ubicada en el extremo sur del municipio Boconó, Estado Trujillo, Venezuela. A una altitud de 3.043 m s. n. m., la Loma Resbalón es una de las montañas más altas en Trujillo. Por el Norte, hacia Boconó, hace extensión con el extremo sur del parque nacional Dinira a poca distancia del estado Lara.

## Ubicación
La Loma Resbalón se encuentra en una fila montañosa por donde se asienta la carretera Trasandina en el límite sur de Trujillo donde triangula con el Estado Mérida y Barinas. Al oeste y bajo la misma carretera se encuentra el pico más elevado de la Trasandina, el Alto del Arenal (3.815 m s. n. m.). Al sur se encuentra otra montaña de gran altura, el pico Chorote (3.413 m s. n. m.). El poblado de «Las Mesitas» se encuentra al este del Resbalón por la Trasandina y al oeste la población de Tuñame, también sobre la carretera.

## Geografía
La Loma Resbalón se encuentra a un costado del Paso de Palmarito, un extenso conglomerado rocoso subyacente a la cuenca del río Cachiri y que va desde los Andes merideños hasta la Serranía del Perijá. Basado en estudios de la región, el conglomerado del Alto del Arenal y sus alrededores constituyen lutitas marinas.